# El Atrato
El Atrato es un municipio colombiano, situado en el noroeste del país, en el departamento de Chocó; su cabecera municipal es Yuto.
Yuto fue fundada por Antonio Abad Hinestroza y Rudecindo Palacios, y fue convertido en municipio el 9 de mayo de 1997, separándose de Quibdó, la capital departamental.

## Límites
El municipio de Atrato limita por el norte con el municipio de Quibdó, al este con Lloró, al oeste con Río Quito y al sur con el municipio de Cértegui.

## División Político-Administrativa
Además de su Cabecera municipal: Yuto. El Atrato tiene bajo su jurisdicción los siguientes Centros poblados:
- Arenal
- Doña Josefa
- La Molana
- Chintadó
- Motoldó
- Puente de Paimadó
- Puente de Tanando
- Real de Tanando
- Samurindó
- San José de Purré
- San Martín de Purré
- Variante de Motoldó
- Los Naranjos
- Vuelta Mansa
- Kilómetro 19
- Villalenina